# Трещёв, Александр Николаевич
Александр Николаевич Трещёв (13 января 1937, Москва) — советский спортсмен, специализировался в фигурном катании, чемпион СССР 1963 года, серебряный призёр чемпионатов СССР 1964, 1965 и 1966 годов в танцах на льду.

## Биография
Фигурным катанием на коньках начал заниматься с 16 лет в Москве. Выступал с Татьяной Трещёвой, затем с Надеждой Велле, потом с Ириной Гришковой.
Мастер спорта СССР.
Окончил в 1962 году ГЦОЛИФК и в 1967 году МОГИФК.
По окончании любительской карьеры работал тренером по фигурному катанию. Заслуженный тренер РСФСР. Его ученики — Вячеслав Бабошин, Елена Буряк, Алла Беляева и другие.

## Спортивные достижения
С Надеждой Велле
| Соревнования/Сезоны | 1962—1963 | 1963—1964 |
| ------------------- | --------- | --------- |
| Чемпионаты СССР     | 1         | 2         |

С Ириной Гришковой
| Соревнования/Сезоны | 1964—1965 | 1965—1966 |
| ------------------- | --------- | --------- |
| Чемпионаты Европы   | 13        | —         |
| Чемпионаты СССР     | 2         | 2         |